# Michel Apostolius
Michel Apostolius, Apostolios ou Apostolis (en grec Μιχαῆλος Ἀποστόλιος ou Ἀποστόλης) est un rhéteur, copiste et théologien grec, né à Constantinople vers 1422 et mort le 18 juin 1478 en Crète.

## Biographie
Après la prise de Constantinople par les Turcs en 1453, un temps prisonnier, il partit pour Rome, où il fut bien reçu et objet de la bienveillance du cardinal Bessarion. Mais il était d'un caractère emporté, et disciple passionné de Platon et de Gémiste Pléthon ; Théodore Gaza ayant écrit un traité contre ce dernier, il rédigea une réplique au ton blessant, que Bessarion lui reprocha dans une lettre du 9 mai 1462. Peu après, ce caractère difficile lui aliéna complètement la bienveillance du cardinal, et il quitta l'Italie pour retourner à Constantinople. Vers 1465, il s'établit à Candie, en Crète (alors territoire vénitien) et se remaria. Il ouvrit une école et se fit aussi copiste et vendeur de manuscrits, en produisant une grande quantité.
Ses lettres montrent que cet humaniste passionné, disciple de Georges Gémiste, dit Pléthon, vivait de plain-pied dans l'Antiquité grecque, semblant parfois même adhérer à l'ancien polythéisme. On conserve de lui non seulement de nombreux manuscrits copiés de sa main, mais aussi des textes rhétoriques (oraisons funèbres, exhortations), des épigrammes, un traité de théologie contre l'Église latine et un dialogue sur la Trinité, une précieuse correspondance de 124 lettres, et aussi un recueil de proverbes et de sentences.
Arsène Apostolios, archevêque de Malvoisie, est son fils.

## Œuvres
- Parœmiæ (proverbes) (recueil imprimé en partie à Bâle en 1538, puis en entier, avec une traduction latine, à Leyden chez Elzevir, en 1619, puis 1653)